# Burujón
Burujón è un comune spagnolo di 1 399 abitanti situato nella comunità autonoma di Castiglia-La Mancia.